# Саут Су Сити (Небраска)
Саут Су Сити (енгл. South Sioux City) град је у америчкој савезној држави Небраска.

## Демографија
По попису из 2010. године број становника је 13.353, што је 1.428 (12,0%) становника више него 2000. године.
| Група             | 2000.         | 2010.         |
| Белци             | 8.074 (67,7%) | 5.816 (43,6%) |
| Афроамериканци    | 102 (0,9%)    | 625 (4,7%)    |
| Азијати           | 381 (3,2%)    | 385 (2,9%)    |
| Хиспаноамериканци | 2.958 (24,8%) | 6.047 (45,3%) |
| Укупно            | 11.925        | 13.353        |